# 福克斯法爾 (北卡羅萊納州)
福克斯法爾（英語：Foxfire）是一個位於美國北卡羅萊納州穆爾縣的村。

## 人口
根據2020年美國人口普查的數據，福克斯法爾的面積為18.47平方千米，當中陸地面積為18.31平方千米，而水域面積為0.16平方千米。當地共有人口1288人，而人口密度為每平方千米70人。